# هيرفي إيلام
هيرفي ستيف بوني إيلام (بالفرنسية: Hervé Steve Bonny Elame)‏ المعروف باسم هيرفي إيلام (ولد في 10 أغسطس 1999 في ياوندي، الكاميرون) لاعب كرة قدم كاميروني يجيد اللعب في مركز المهاجم. يلعب حاليا لصالح الشباب البحريني منذ 2022.

## المسيرة الرياضية

### الأندية
في 1 يوليو 2017 انضم إيلام إلى دراغون الكاميرون. في موسمه الأول 2017 وفي بطولة دوري الدرجة الممتازة احتل المركز العاشر بفارق 5 نقاط عن منطقة الهبوط.
في موسمه الأول 2018 وفي بطولة دوري الدرجة الممتازة احتل المركز الحادي عشر بفارق 4 نقاط عن منطقة الهبوط.
في 13 نوفمبر 2018 انتقل إيلام من دراغون إلى إيدينغ سبورت الكاميروني في صفقة انتقال حر. في موسمه الأول 2019 وفي بطولة دوري الدرجة الممتازة احتل المركز السادس في المجموعة الثانية بفارق 3 نقاط عن منطقة الهبوط.
في موسمه الثاني 2019-2020 وفي بطولة دوري الدرجة الممتازة احتل المركز العاشر في منتصف الترتيب حتى نهاية المرحلة الثامنة والعشرين. البطولة التي كان من المتوقع أن تنتهي في 26 أبريل 2020 وبسبب تأثيرات جائحة كورونا تم إلغائها الاتحاد الكاميروني لكرةو القدم.
في موسمه الثالث 2020-2021 وفي بطولة دوري الدرجة الممتازة احتل المركز التاسع في المجموعة الأولى بفارق الأهداف عن منطقة الأمان فانتقل إلى ملحق الهبوط حيث فاز على تونير ياوندي 3-2 وبقي في الدرجة الممتازة.
في موسمه الرابع والأخير 2021-2022 وفي بطولة دوري الدرجة الممتازة احتل فريقه المركز الأول في المجموعة الثانية فتأهل إلى الدور النصف النهائي.
في 22 فبراير 2022 انتقل إيلام من إيدينغ إلى آي إم تي بلغراد الصربي في صفقة انتقال حر. في موسمه الوحيد 2021-2022 وفي بطولة دوري الدرجة الثانية احتل فريقه المركز الرابع في دوري البطولة فانتقل إلى ملحق الصعود حيث خسر من نوفي بازار بقاعدة الأهداف خارج الأرض بعد تعادلهما 3-3 في مجموع المباراتين.
في 1 سبتمبر 2022 انتقل إيلام من آي إم تي بلغراد إلى الشباب البحريني في صفقة انتقال حر.